# Consensus
Een consensus is de algemene gezamenlijke overeenkomst die bereikt wordt tussen twee of meerdere partijen over een bepaald onderwerp, vraagpunt of thema. Bij een consensus is het niet per definitie nodig om over de hele lijn een akkoord te bereiken, maar belangrijk is een gezamenlijk akkoord te vinden waar iedereen zich mee kan verzoenen. Dit kan eventueel pas na een dispuut, argumentering of overleg zijn. Het resultaat wordt naargelang de omgeving mondeling of schriftelijk vastgelegd.

## Toepassingen

### Contract
Het wordt veel toegepast voorafgaand aan het sluiten van contracten en internationale verdragen, bij internationale organisaties en in democratieën. Er vindt een verkenning plaats naar de standpunten en argumenten en er wordt net zo lang gesproken en overlegd totdat er een formule is gevonden die voor elke deelnemer aanvaardbaar is. Er wordt niet gestemd, maar het voorstel wordt aanvaard als er juist niemand meer om stemming vraagt. Via het consensusprincipe bereikt men het maximaal haalbare waar iedereen zich nog in kan vinden.

### Unanimiteit
Consensus is verwant met unanimiteit met als belangrijkste formele verschil, dat er bij de laatste manier van besluitvorming wordt gestemd en iedereen een besluit moet ondersteunen. De reden van ondersteuning doet er niet toe. Bij unanimiteit stemt iedereen in met het voorstel, of kan iedereen “ermee leven”. Voorafgaand vinden vaak dezelfde soort gesprekken plaats als bij het bereiken van consensus.

### Aanpak
Bij de vorm van overeenstemming door consent, zoals bedoeld in de politieke filosofie van de sociocratie, wordt door alle betrokkenen als partners samengewerkt aan het vinden van een compromis of oplossing. Bestaat er bezwaar moet dat worden beargumenteerd, zodat verder gewerkt kan worden aan een compromis. Heeft geen van de betrokkenen een zwaarwegend beargumenteerd bezwaar, geldt een besluit als aangenomen.
Om consensus te kunnen bereiken zijn vaak veel voorbereidende en aftastende gesprekken nodig, gezamenlijk en in kleinere groepen of paren. Dit worden wel gesprekken in "de wandelgangen" genoemd en met een negatieve bijklank "in achterkamertjes". Op dit gebied van conflictoplossing beweegt zich bijvoorbeeld de internationale diplomatie, maar ook de onderhandelingen voor een nieuw kabinet of een zakelijke overeenkomst met meerdere partijen.
Het werken via deze procedure in internationale organisaties en in democratieën is in de praktijk gegroeid. Het is zelden wettelijk of in verdragen voorgeschreven. Wel wordt soms voorgeschreven dat er pogingen moeten worden gedaan om consensus te bereiken, en dat er pas tot stemming mag worden overgegaan als dat niet lukt.
De term consensueel of  consent (Engelse taal) wordt ook gebruikt in het geval van slechts twee of enkele personen, bijvoorbeeld bij seksuele handelingen.

### Voorbeelden
Sociologen als Comte, en Parsons zagen consensus als basis voor de samenleving. Simmel toonde juist de functie van het conflict aan voor de samenhang in de maatschappij.

## Consensus in politieke besluitvorming
Sommige democratieën zijn van oudsher sterk gericht op het bereiken van consensus, als gevolg van hun geschiedenis of politieke structuur. Een dergelijke democratie wordt wel een consensusdemocratie genoemd. In deze landen zijn de verhoudingen vaak zodanig, dat partijen veelvuldig moeten samenwerken om enig resultaat te kunnen behalen. Het kiesstelsel kan ook een rol spelen: parlementen die worden gekozen op basis van evenredige vertegenwoordiging zullen meestal een meer gefragmenteerde machtsverdeling kennen dan wanneer een meerderheidsstelsel wordt gebruikt. Ten slotte bestaat in een consensusdemocratie vaak ook een sterke wens om de consensus in stand te houden.
Nederland en België zijn voorbeelden van consensusdemocratieën; vaak wordt de verzuiling gezien als een belangrijke factor in het streven naar consensus in deze landen (zie ook het poldermodel). Daarnaast worden de Scandinavische landen, Zwitserland en Oostenrijk als consensusdemocratieën gezien.

### Voor- en nadelen
Een veelgehoorde klacht over op consensus gebaseerde politieke besluitvorming is dat zij traag zou zijn, vanwege de tijd die aan overleg en overreding besteed wordt. Daarnaast zou het soms leiden tot waterige, ineffectieve compromissen, die 'vlees noch vis' zijn.
Voorstanders van het streven naar consensus menen dat er een 'dictatuur van de meerderheid' mee kan worden voorkomen, omdat ook met de belangen van minderheden rekening wordt gehouden.
Anderzijds kan consensus leiden tot een 'dictatuur van de minderheid' of onaanvaardbare druk op de laatsten die zich niet in het compromis kunnen vinden.